# Secta de la salvación
Secta de salvación, o en coreano Guwonpa (Hangul: 구원파; Hanja: 救援派 ) proviene de la palabra coreana para "salvación", guwon (en hangul, 구원파; en hanja, 救援派; romanización revisada, gu-won-pa): 구원; : gu-won) es movimiento religioso nuevo en Corea del Sur.
La mayor parte de las organizaciones de la secta de la salvación toman el nombre "bautista", sin embargo no están relacionadas con la Convención Bautista de Corea, que está percibida como una denominación protestante ortodoxa. Las múltiple existencia de diferentes organizaciones se debe a batallas internas entre el movimiento original. Uno de los fundadores de la secta es Yoo Byung-eun.

## Creencias
Las organizaciones que pueden ser denominadas "sectas de la salvación" tienen doctrinas en común, una de estas creencias es el "arrepentimiento único", el cual consiste en el arrepentimiento de pecados para obtener la salvación, sin embargo los integrantes de la secta de salvación no creen que haya necesidad de arrepentirse después, pues están libres de pecados.

## Organizaciones
- Iglesia Evangélica Bautista de Corea
  - Iglesia Evangélica de Laicos, el nombre de Iglesia Evangélica Bautista de Corea antes de 1981